# Infinito digital
El infinito digital es un término técnico en la lingüística teórica. Vocablos alternativos son "infinito discreto" y "el uso infinito de medios finitos". La idea es que todos los lenguajes humanos siguen un principio lógico simple, según el cual un conjunto limitado de dígitos (elementos sonoros atómicos irreducibles) se combinan para producir una gama infinita de expresiones potencialmente significativas.
Dice el lingüista Noam Chomsky al respecto:

'El lenguaje es, en esencia, un sistema que es a la vez digital e infinito. Que yo sepa, no existe otro sistema biológico con estas propiedades....'
Noam Chomsky.

El literato Antonin Artaud expresó una idea similar de una forma poética:

Queda por examinar el elemento espiritual del habla... ese maravilloso invento de componer a partir de veinticinco o treinta sonidos una infinita variedad de palabras, que, aunque no tengan en sí ninguna semejanza con lo que pasa por nuestra mente, sin embargo no dejan de revelar a los demás todos los secretos de la mente, y de hacer inteligible a otros que no pueden penetrar en la mente todo lo que concebimos y todos los diversos movimientos de nuestras almas.
Antoine Arnauld and Claude Lancelot.

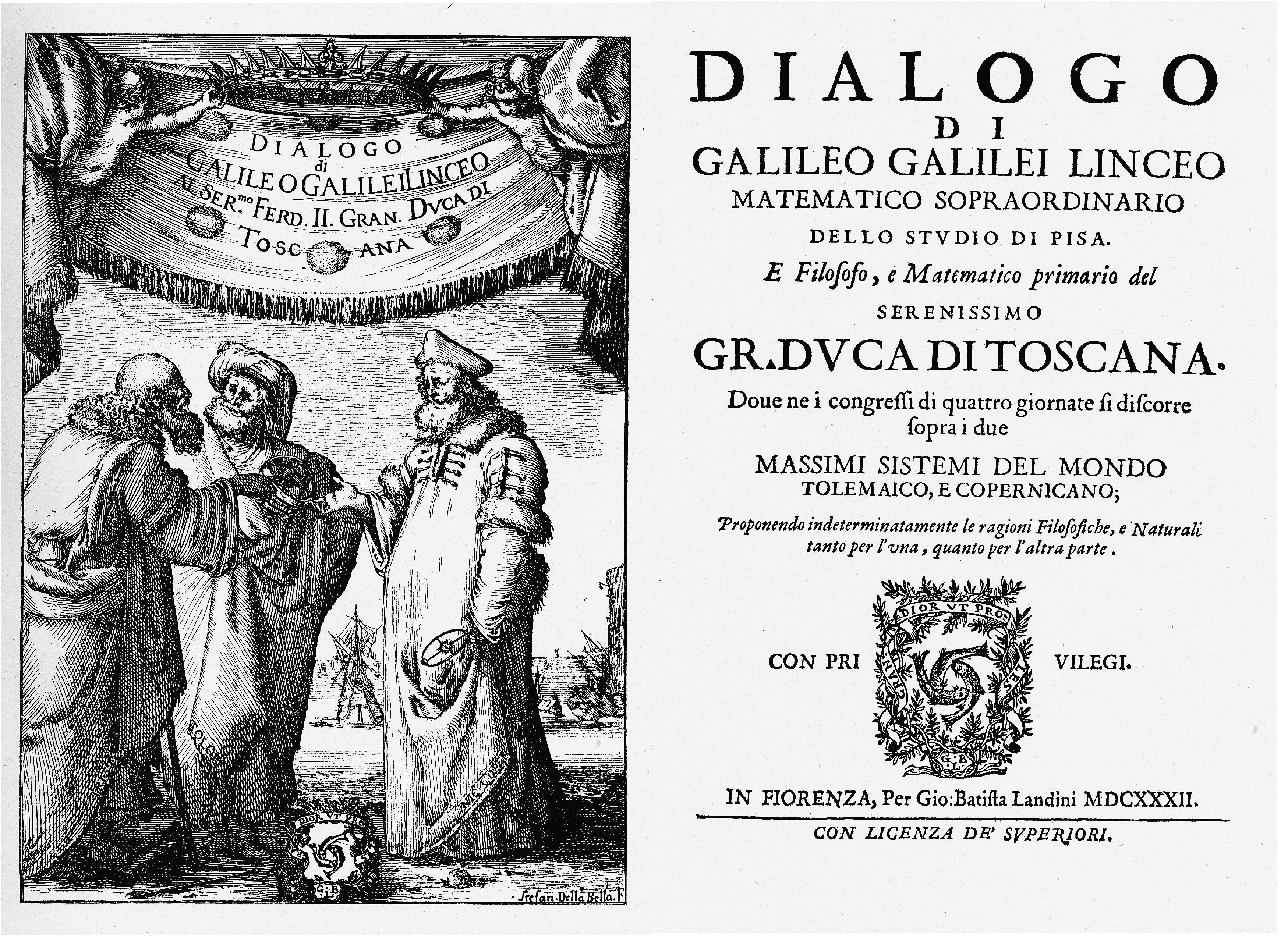
Frontispicio y portada del Diálogo de Galileo

Noam Chomsky cita a Galileo como quizás el primero en reconocer la importancia del infinito digital. Este principio, señala Chomsky, es "la propiedad central del lenguaje humano y una de sus propiedades más distintivas: el uso de medios finitos para expresar una variedad ilimitada de pensamientos". En su libro Diálogos sobre los dos máximos sistemas del mundo, Galileo describe con asombro el descubrimiento de un medio para comunicar "los pensamientos más secretos de uno a cualquier otra persona... sin mayor dificultad que las varias colocaciones de veinticuatro pequeños caracteres sobre un papel". "Este es el más grande de todos los inventos humanos", continúa Galileo, señalando que es "comparable a las creaciones de Miguel Ángel".

## La teoría computacional de la mente
El "infinito digital" corresponde al mecanismo de la "gramática universal" de Noam Chomsky, concebido como un módulo computacional insertado de alguna manera en el cerebro del Homo sapiens ' por lo demás "desordenado" (no digital). Esta concepción de la cognición humana, fundamental para la llamada "revolución cognitiva" de las décadas de 1950 y 1960, generalmente se atribuye a Alan Turing, quien fue el primer científico en argumentar que realmente se podría decir que una máquina hecha por el hombre "piensa". Sin embargo, su conclusión, a menudo olvidada, estaba en línea con las observaciones anteriores de que una máquina "pensante" sería absurda, ya que no se tenía una idea formal de qué es "pensar" y, de hecho, todavía no la tenemos. Chomsky señaló esto con frecuencia. Chomsky estuvo de acuerdo en que, si bien se puede decir que una mente "computa", ya que tenemos una idea de lo que es la computación y algunas buenas pruebas de que el cerebro lo está haciendo al menos en algún nivel, no podemos, sin embargo, afirmar que una computadora o cualquier otra máquina está "pensando", ya que no tenemos una definición coherente de lo que es pensar. Tomando el ejemplo de lo que se llama "conciencia", Chomsky dijo que "ni siquiera tenemos malas teorías", haciéndose eco de la famosa crítica de la física de que una teoría "ni siquiera es incorrecta". Del artículo seminal de Turing de 1950, Maquinaria informática e inteligencia, publicado en Mind, Chomsky proporciona el ejemplo de un submarino del que se dice que "nada". Turing claramente se burló de la idea. "Si quieres llamar a eso natación, está bien", dice Chomsky, explicando repetidamente en forma impresa y en video cómo se malinterpreta constantemente a Turing en esta, una de sus observaciones más citadas.
Anteriormente, René Descartes descartó la idea de una máquina pensante como teóricamente imposible. Ni los animales ni las máquinas pueden pensar, insistió Descartes, ya que carecen de un alma dada por Dios. Turing era muy consciente de esta objeción teológica tradicional y la contrarrestó explícitamente.
Las computadoras digitales de hoy son ejemplificaciones del avance teórico de Turing al concebir la posibilidad de una máquina de pensamiento universal hecha por el hombre, conocida hoy en día como una "máquina de Turing". Ningún mecanismo físico puede ser intrínsecamente "digital", explicó Turing, ya que, examinado lo suficientemente de cerca, sus posibles estados variarán sin límite. Pero si la mayoría de estos estados pueden ignorarse de manera rentable, dejando solo un conjunto limitado de distinciones relevantes, entonces, funcionalmente, la máquina puede considerarse "digital":

Las computadoras digitales consideradas en la última sección pueden clasificarse entre las "máquinas de estado discreto". Estas son las máquinas que se mueven mediante saltos repentinos o clics de un estado completamente definido a otro. Estos estados son lo suficientemente diferentes como para ignorar la posibilidad de confusión entre ellos. Estrictamente hablando, no existen tales máquinas. Realmente todo se mueve continuamente. Pero hay muchos tipos de máquinas de las que se puede pensar que son máquinas de estados discretos. Por ejemplo, al considerar los interruptores para un sistema de iluminación, es una ficción conveniente que cada interruptor debe estar definitivamente encendido o definitivamente apagado Debe haber posiciones intermedias, pero para la mayoría de los propósitos podemos olvidarnos de ellas.
Alan Turing.

Una implicación es que los "dígitos" no existen: ellos y sus combinaciones no son más que ficciones convenientes, que operan en un nivel bastante independiente del mundo físico material. En el caso de una máquina digital binaria, la elección en cada punto está restringida a los estados "apagado" versus "encendido". Fundamentalmente, las propiedades intrínsecas del medio utilizado para codificar las señales no tienen ningún efecto sobre el mensaje transmitido. "Off" (o alternativamente "on") permanece sin cambios independientemente de si la señal consiste en humo, electricidad, sonido, luz o cualquier otra cosa. En el caso de las gradaciones analógicas (más versus menos), esto no es así porque el rango de configuraciones posibles es ilimitado. Además, en el caso analógico sí importa qué medio en particular se está empleando: simplemente no es posible equiparar una cierta intensidad de humo con una intensidad correspondiente de luz, sonido o electricidad. En otras palabras, solo en el caso de la computación y la comunicación digitales la información puede ser realmente independiente de las propiedades físicas, químicas o de otro tipo de los materiales utilizados para codificar y transmitir mensajes.
La computación y comunicación digital opera, entonces, independientemente de las propiedades físicas de la máquina de cómputo. A medida que los científicos y filósofos durante la década de 1950 digirieron las implicaciones, explotaron la idea para explicar por qué la "mente" aparentemente opera en un nivel tan diferente al de la "materia". La célebre distinción de Descartes entre el "alma" inmortal y el "cuerpo" mortal fue conceptualizada, siguiendo a Turing, como nada más que la distinción entre información (codificada digitalmente) por un lado, y, por el otro, el medio físico particular —luz, sonido, electricidad o lo que sea, elegido para transmitir las señales correspondientes. Se debe tener en cuenta que la suposición cartesiana de la independencia de la mente de la materia implicaba, al menos en el caso humano, la existencia de algún tipo de computadora digital que opera dentro del cerebro humano.

La información y el cómputo residen en patrones de datos y en relaciones de lógica que son independientes del medio físico que los transporta. Cuando telefoneas a tu madre en otra ciudad, el mensaje sigue siendo el mismo que va de tus labios a sus oídos incluso cuando cambia físicamente su forma, desde el aire que vibra, a la electricidad en un cable, a las cargas en el silicio, a la luz parpadeante en un cable de fibra óptica, a ondas electromagnéticas, y luego de vuelta en orden inverso. ... Del mismo modo, un programa dado puede ejecutarse en computadoras hechas de tubos de vacío, interruptores electromagnéticos, transistores, circuitos integrados o palomas bien entrenadas, y logra las mismas cosas por las mismas razones.

Esta idea, expresada por primera vez por el matemático Alan Turing, los informáticos Alan Newell, Herbert Simon y Marvin Minsky, y los filósofos Hilary Putnam y Jerry Fodor ahora se denomina teoría computacional de la mente. Es una de las]] grandes ideas de la historia intelectual, porque resuelve uno de los enigmas que componen el "problema mente-cuerpo", cómo conectar el mundo etéreo del significado y la intención, la materia de nuestra vida mental, con un mundo físico. trozo de materia como el cerebro. ... Durante milenios esto ha sido una paradoja. ... La teoría computacional de la mente resuelve la paradoja.
Steven Pinker.

## Un aparato digital
Turing no afirmó que la mente humana sea realmente una computadora digital. Más modestamente, propuso que las computadoras digitales algún día podrían calificar a los ojos humanos como máquinas dotadas de "mente". Sin embargo, no pasó mucho tiempo antes de que los filósofos (sobre todo Hilary Putnam) dieran lo que parecía ser el siguiente paso lógico: argumentar que la mente humana en sí misma es una computadora digital, o al menos que ciertos "módulos" mentales se entienden mejor de esa manera.
Noam Chomsky saltó a la fama como uno de los campeones más audaces de esta "revolución cognitiva". El lenguaje, propuso, es un "módulo" o "dispositivo" computacional exclusivo del cerebro humano. Anteriormente, los lingüistas habían pensado en el lenguaje como un comportamiento cultural aprendido: caóticamente variable, inseparable de la vida social y, por lo tanto, más allá del ámbito de las ciencias naturales. El lingüista suizo Ferdinand de Saussure, por ejemplo, había definido la lingüística como una rama de la "semiótica", que a su vez es inseparable de la antropología, la sociología y el estudio de las convenciones e instituciones creadas por el hombre. Al representar el lenguaje como el mecanismo natural del "infinito digital", Chomsky prometió llevar el rigor científico a la lingüística como una rama estrictamente de las ciencias naturales.
En la década de 1950, la fonología generalmente se consideraba la rama científica más rigurosa de la lingüística. Para los fonólogos, el "infinito digital" fue posible gracias al aparato vocal humano conceptualizado como una especie de máquina que consta de un pequeño número de interruptores binarios. Por ejemplo, la "sonorización" podría activarse o desactivarse, al igual que la palatización, la nasalización, etc. Tome la consonante [b], por ejemplo, y cambie la voz a la posición "apagada", y obtendrá [p]. Todos los fonemas posibles en cualquiera de los idiomas del mundo podrían generarse de esta manera especificando una configuración particular de encendido/apagado de los interruptores ("articuladores") que constituyen el aparato vocal humano. Este enfoque se hizo famoso como la teoría de las "características distintivas", en gran parte atribuida al lingüista y erudito ruso Roman Jakobson. La idea básica era que todos los fonemas de todas las lenguas naturales podían, en principio, reducirse a sus componentes atómicos irreductibles: un conjunto de opciones de "encendido" o "apagado" ("características distintivas") permitidas por el diseño de un aparato digital que consiste en lengua humana, paladar blando, labios, laringe, etc.

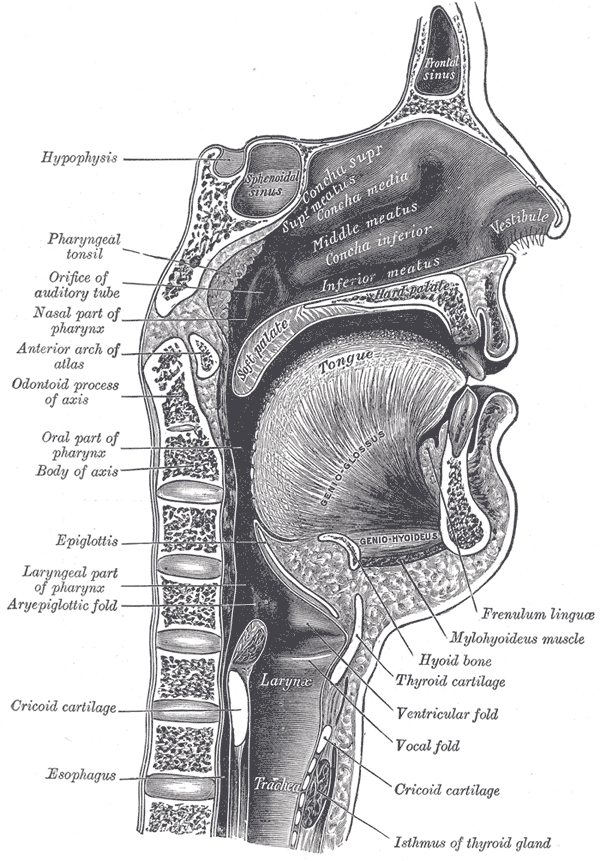
El aparato del habla humana en sección sagital

El trabajo original de Chomsky fue en morfofonología. Durante la década de 1950, se inspiró en la perspectiva de extender el enfoque de las "características distintivas" de Roman Jakobson, ahora enormemente exitoso, mucho más allá de su campo de aplicación original. Jakobson ya había persuadido a un joven antropólogo social, Claude Lévi-Strauss, para que aplicara la teoría de los rasgos distintivos al estudio de los sistemas de parentesco, inaugurando así la "antropología estructural". Chomsky, que consiguió trabajo en el Instituto Tecnológico de Massachusetts gracias a la intervención de Jakobson y su alumno, Morris Halle, esperaba explorar hasta qué punto se podrían aplicar principios similares a las diversas subdisciplinas de la lingüística, incluidas la sintaxis y la semántica.. Si el componente fonológico del lenguaje estaba demostrablemente enraizado en un "órgano" o "dispositivo" biológico digital, ¿por qué no lo estaban también los componentes sintáctico y semántico? ¿No podría el lenguaje en su conjunto resultar ser un órgano o dispositivo digital?
Esto llevó a algunos de los primeros estudiantes de Chomsky a la idea de la "semántica generativa": la propuesta de que el hablante genera significados de palabras y oraciones al combinar elementos constitutivos irreductibles del significado, cada uno de los cuales puede ser "encendido" o "apagado". Para producir "soltero", usando esta lógica, el componente relevante del cerebro debe cambiar "animado", "humano" y "masculino" a la posición "encendido" (+) mientras mantiene "casado" apagado " (-). La suposición subyacente aquí es que las primitivas conceptuales requeridas —nociones irreductibles como "animado", "masculino", "humano", "casado", etc.— son componentes internos genéticamente determinados del órgano del lenguaje humano. Esta idea encontraría rápidamente dificultades intelectuales, provocando controversias que culminaron en las llamadas "guerras lingüísticas", como se describe en la publicación de Randy Allen Harris de 1957 con ese nombre. Las guerras lingüísticas atrajeron a académicos jóvenes y ambiciosos impresionados por el reciente surgimiento de la informática y su promesa de parsimonia y unificación científica. Si la teoría funcionara, el simple principio del infinito digital se aplicaría al lenguaje en su conjunto. La lingüística en su totalidad podría entonces reclamar el codiciado estatus de ciencia natural. Ninguna parte de la disciplina, ni siquiera la semántica, necesita seguir "contaminada" por asociación con disciplinas "no científicas" como la antropología cultural o las ciencias sociales. : 3 